# Долне Плахтінце
Долне Плахтінце (словац. Dolné Plachtince) — село, громада округу Вельки Кртіш, Банськобистрицький край, центральна Словаччина, регіон Гонт. Кадастрова площа громади — 9,88 км².
Населення 629 осіб (станом на 31 грудня 2017 року).

## Історія
Долне Плахтінце вперше згадується в 1243 році.

## Населення
| Рік:            | 1994. | 2004.   | 2014.   | 2024.   |
| --------------- | ----- | ------- | ------- | ------- |
| Кількість осіб: | 562   | 599     | 633     | 596     |
| Різниця:        |       | +6,58 % | +5,67 % | -5,84 % |

| Рік:            | 2023. | 2024.   |
| --------------- | ----- | ------- |
| Кількість осіб: | 600   | 596     |
| Різниця:        |       | -0,66 % |